# Through the Rain
«Through the Rain» es una canción escrita por la cantautora estadounidense Mariah Carey y el pianista Lionel Cole, producida por Carey y el dúo de productores Jimmy Jam y Terry Lewis. Fue incluida en el noveno álbum de estudio de la cantante Charmbracelet y publicada como primer sencillo del mismo, en octubre de 2002. Compuesta como una balada suave, con influencias de pop y r&b, cuenta en su instrumentación con una sencilla melodía de piano, respaldada con suaves sintetizadores eléctricos y una percusión sutil.

## Antecedentes
Tras ser reconocida como la artista más exitosa de la década de 1990, por la revista Billboard, y haber ganado el premio a la artista más exitosa del milenio en los World Music Award del año 2000; Carey se marchó de la compañía discográfica Columbia Records, luego de diez años de relación y haber publicado todos sus trabajos con dicha institución. Inmediatamente, firmó un contrato con la compañía Virgin Records, evaluado en $100 millones de dólares, convirtiéndose en uno de los más onerosos de la industria discográfica. En el año 2000, la artista comenzó a grabar su primer álbum con su nueva compañía, el cual sería destinado a oficiar de banda sonora de la primera película en que la artista realizaría de protagonista. El proyecto, en un principio titulado All The Glitters, llamado posteriormente solo Glitter, estaba programado para ser lanzado a mediados del 2001.
El 19 de julio de 2001, Carey se presentó en el programaTotal Request Live de la cadena de televisión MTV. Apareció sorpresivamente, empujando un carro de helados, vestida con una camiseta de hombre y comenzó a desvestirse en vivo. Su comportamiento extraño, llamó la atención de los medios de comunicación. Días después, publicó mensajes inextricables en su sitio web, los que fueron eliminados de inmediato. La prensa reaccionó con presteza, atribuyendo la incoherencia del comunicado al cansancio patente de la artista. El 26 de julio, fue hospitalizada de urgencia tras haber sufrido un colapso físico y emocional, provocado, supuestamente, por el término de su relación amorosa con el cantante mexicano Luis Miguel. Sin embargo, un año después, la artista señaló que la causa de la crisis fue el cansancio extremo:

Trabajaba con gente desconocida. No disponía de un asistente personal. Tenía que dar entrevistas todo el día, y no me quedaba tiempo para dormir. No dormía más de dos horas en las noches

Sitios web especularon sobre un supuesto intento de suicidio de la artista, informando que la noche anterior, amenazó con cortarse las venas y que Patricia, su madre, se apresuró en pedir ayuda. El representante de Carey, más tarde, aclaró que ésta, en un ataque de histeria, quebró platos y que accidentalmente se cortó las manos y los pies.  
Carey ingresó inconsciente al hospital de Connecticut, en donde permaneció hospitalizada bajo tratamiento médico durante dos semanas. Tras la enorme cobertura mediática que tuvo el acontecimiento, Virgin Records y 20th Century Fox decidieron postergar el lanzamiento de película Glitter y de la banda sonora de la misma.
Finalmente, la película y la banda sonora fueron publicadas en el segundo semestre del 2001. La película recibió comentarios infaustos de parte de los críticos de cine, asimismo, las ventas de la banda sonora fueron ínfimas, incomparables a las ingentes ventas de sus discos anteriores. Debido al fracaso del proyecto, Virgin Records canceló el contrato de $100 millones, entregando $50 millones de dólares a la artista, como compensación.
Ulteriormente, la artista viajó a Italia, donde permaneció durante cinco meses. Entretanto, comenzó a escribir canciones, inspirándose en las situaciones que experimentó durante el año. A fines del 2001, firmó un contrato discográfico con la compañía Island Records, evaluado en $24 millones de dólares. Adicionalmente, su padre, con quien tuvo poco contacto desde su infancia, murió de cáncer ese año, lo que recrudeció su carga emocional.

## Composición
Por consiguiente, "Through the Rain" fue inspirada en los problemas personales que Carey experimentó durante el 2001. En ella, Carey mediante una metáfora, parangona los conflictos de la vida con una tormenta, y anima al oyente a pasar a través de la lluvia, es decir a vencer los obstáculos. En una entrevista con MTV, la cantante describió el contenido lírico de la canción:

Siempre he tratado de infundir el optimismo en mis canciones, para inspirar a las personas que atraviesan por momentos difíciles...Yo también he enfrentado muchos problemas personales y familiares este año; perder un padre es algo intenso para cualquiera. La gente seguramente escuchará la canción y dirá: "esta es Mariah y su lucha", pero lo que yo quiero es que se sientan identificados, que comprendan que si creen pueden vencer los obstáculos y llegar al otro lado.

"Through the Rain" es una balada medio tiempo, construida en torno a una melodía de piano, y cuenta con un pulso acentuado por sintetizadores eléctricos. Según el editor Jeff Vrabel del diario Chicago Sun-Times, la canción presenta ciertas influencias de la música góspel en su crescendo. Entretanto, la interpretación vocal de la cantante, es mesurada en la mayor parte de la canción, particularmente en la primera estrofa y estribillo, los cuales son completamente susurrados. El clímax de la canción tiene lugar en el puente, en el cual la artista canta una larga e intensa nota. El editor David Geirmain del diario The Daily Union, comentó que tanto la composición de la canción, como la interpretación vocal de la artista, eran "simples y reservados", y añadió que la voz de la cantante parece "completamente controlada". 
"Through The Rain" fue escrita por Carey y el pianista Lionel Cole, mientras que fue producida por Carey y el dúo de productores Jimmy Jam y Terry Lewis. De acuerdo a la partitura publicada por el sitio web Musicnotes.com, la canción está compuesta en tonalidad La bemol mayor y su tempo es de 64 pulsaciones por minuto. Entretanto, el rango vocal que la cantante emplea en la canción, abarca desde un Mi3 hasta un Sol5.

## Recepción de la crítica
En general, "Through The Rain" recibió comentarios positivos de parte de los críticos de música, quienes encomiaron la mesurada interpretación vocal de la cantante, así como el sencillo acompañamiento musical. No obstante, otros opinaron que era demasiado dramática. Jon Pareles del diario The New York Times, la describió como "inspirada", y comentó que debido a su generalidad, el mensaje es aplicable a todos los oyentes, no solo a la cantante. David Geirman del periódico The Daily Union, comentó que los sencillos arreglos instrumentales y la mesurada interpretación de la cantante, conforman una canción "frugal y reservada". Michael Paoletta de la revista Billboard, clasificó a "Through The Rain" como la mejor canción del álbum; al igual que Stephen Thomas Erlewine de AllMusic, quien observó que fue diseñada bajo el mismo patrón de sus éxitos "Vision of Love" y "Hero", y concluyó comentando que Carey había regresado a sus orígenes. Cara DiPasquale del diario Chicago Tribune, la adjetivó como "potente". Entretanto, Tom Sinclair de la revista Entertainment Weekly, señaló que está adornada con la pirotecnia vocal característica de la cantante, y que se trata de una canción personal que habla acerca de como superar los conflictos emocionales; y que por tanto, está "empapada" de sentimentalismo. Asimismo, un escritor del diario Newsday, la describió como una "balada poderosa", y percibió reminiscencias del sencillo "One Sweet Day" de Carey. Por otro lado, Randy Lewis del diario Los Angeles Times, sostuvo que la canción fue capaz de plasmar efectivamente los conflictos personales de Carey. Mientras que del mismo modo, Tina Brown de la revista Newsweek,  señaló que a pesar de que estos conflictos no han sido resueltos por completo, la canción hizo parecer a la cantante "fuerte y triunfante".

## Desempeño en las listas de popularidad
Luego de su estreno oficial en los Estados Unidos, "Through the Rain" alcanzó el número 81 en el listado Hot 100 de la revista Billboard. A pesar de ser presentada en vivo en varios programas de televisión, la canción no registró suficientes emisiones radiales, declinando en las listas de popularidad. Por el contrario, la canción tuvo éxito considerable en Asia, en donde registró índices radiales estables. Del mismo modo, el sencillo alcanzó el número cinco en Canadá; recibiendo adicionalmente, certificación de oro, al vender más de 50 000 unidades en el país. En Australia tuvo éxito moderado, debutando en su apogeo en el número 15, el 14 de noviembre de 2002; descendió rápidamente durante las semanas subsiguientes.
En Europa, la canción se desempeñó modestamente en la mayoría de los mercados. En España fue un gran éxito, logrando ocupar el número 1 por una semana. Alcanzó el top 10 en Italia, los Países Bajos, el Reino Unido, Suecia y Suiza; mientras que alcanzó el top 20 en Dinamarca e Irlanda.

## Posición en la lista Hot 100
| Semana   | 1  | 2  | 3  | 4  | 5  | 6  | - | - | 7  | 8  | 9  |
| -------- | -- | -- | -- | -- | -- | -- | - | - | -- | -- | -- |
| Posición | 84 | 83 | 83 | 81 | 86 | 95 | - | - | 84 | 93 | 94 |

## Posicionamiento en listas
| Listas (2002)                                                    | Máxima posición |
| ---------------------------------------------------------------- | --------------- |
| Alemania (Offizielle Deutsche Charts)                            | 36              |
| Australia (ARIA)                                                 | 15              |
| Austria (Ö3 Austria Top 40)                                      | 45              |
| Bélgica (Flandes) (Ultratop 50)                                  | 44              |
| Bélgica (Valonia) (Ultratop 50)                                  | 29              |
| Canadá (Nielsen SoundScan)                                       | 5               |
| España (Top 100 Canciones)                                       | 1               |
| Estados Unidos (Billboard Hot 100)                               | 81              |
| Estados Unidos (Adult Contemporary)                              | 17              |
| Estados Unidos (Hot Dance Club Songs)                            | 1               |
| Estados Unidos (Hot R&B/Hip-Hop Songs)                           | 69              |
| Estados Unidos (Mainstream Top 40)                               | 26              |
| Estados Unidos (Dance Singles Sales) Hex Hector/Mac Quayle Remix | 1               |
| Francia (SNEP)                                                   | 22              |
| Italia (FIMI)                                                    | 7               |
| Irlanda (IRMA)                                                   | 16              |
| Japón (Japan Hot 100)                                            | 26              |
| Noruega (VG-lista)                                               | 15              |
| Nueva Zelanda (Recorded Music NZ)                                | 37              |
| Países Bajos (Dutch Top 40)                                      | 11              |
| Países Bajos (Mega Single Top 100)                               | 9               |
| Reino Unido (UK Singles Chart)                                   | 8               |
| Reino Unido (UK R&B Chart)                                       | 4               |
| Suecia (Sverigetopplistan)                                       | 7               |
| Suiza (Schweizer Hitparade)                                      | 7               |